# السوادة (النادرة)

تعديل مصدري - تعديل

السوادة محلة تابعة لقرية الصوبة، التابعة لعزلة حدة بمديرية النادرة إحدى مديريات محافظة إب في الجمهورية اليمنية، بلغ تعداد سكانها 54 حسب تعداد اليمن لعام 2004.